# Putkonsaari
Putkonsaari är en ö i Finland. Den ligger i sjön Iijärvi och i kommunen Paldamo i den ekonomiska regionen  Kajana ekonomiska region  och landskapet Kajanaland, i den centrala delen av landet, 500 km norr om huvudstaden Helsingfors. Öns area är 94,6 hektar och dess största längd är 2,6 kilometer i sydöst-nordvästlig riktning.